# Frank Viola (Autor)
Frank Viola (* 12. Oktober 1964 in New York) ist ein US-amerikanischer Autor, Redner und Unternehmer. Er spricht und schreibt über das geistliche Leben, das allgemeine Priestertum der Christen und organisch aufgebaute Gemeinschaften wie Hausgemeinden statt hierarchische Kirchen. Als Evangelikaler kritisiert er deren Rituale und Praktiken, die er als oberflächlich und unbiblisch ansieht. Viola wird der Emerging-Church-Bewegung zugerechnet.

## Leben
Viola wuchs in New York auf. Er hat eine Reihe von Bücher zum geistlichen Leben und zur Erneuerung christlicher Kirchen verfasst, die in verschiedene Sprachen übersetzt wurden. Mit seinem 2008 geschriebenen Buch Pagan Christianity (in Deutsch: Heidnisches Christentum?) wurde er weltweit bekannt. An Konferenzen spricht er über diese Fehlentwicklung, ebenso schreibt er auf seinem Blog bei Patheos darüber. Zusammen mit Milt Rodriguez und Jon Zens fördert er den Aufbau missionaler, organisch aufgebauter und nicht hierarchischer christlicher Gemeinschaften und hilft Armen und Unterdrückten mit dem Erlös seiner Bücher.

## Privates
Viola ist verheiratet.

## Schriften (Auswahl)
- With George Barna: Pagan Christianity? Exploring the Roots of Our Church Practices, Tyndale, 2008
  - Mit George Barna: Heidnisches Christentum? Über die Hintergründe mancher unserer vermeintlich biblischen Gemeindetraditionen, GloryWorld-Medien, Bruchsal 2010. ISBN 978-3-93632-243-9
- Reimagining Church: Pursuing the Dream of Organic Christianity, David C. Cook, Colorado Springs 2008
  - Ur-Gemeinde: Wie Jesus sich seine Gemeinde eigentlich vorgestellt hatte, GloryWorld-Medien, Bruchsal 2010. ISBN 978-3-93632-247-7
- Ur-Schrei. Gottes Herzensanliegen seit ewigen Zeiten, GloryWorld-Medien, Bruchsal 2010. ISBN 978-3-93632-245-3
- Bethanien: Der Wunsch des Herrn nach seiner Gemeinde, Weinstock, 2011. ISBN 978-3-98030-565-5
- The Untold Story of the New Testament Church - An Extraordinary Guide to Understanding the New Testament, 2004
  - Ur-Christen: Eine außergewöhnliche Chronologie der Ereignisse des Neuen Testaments, GloryWorld-Medien, Bruchsal 2011. ISBN 978-3-93632-252-1
- Finding Organic Church - A Comprehensive Guide to Starting and Sustaining Christian Communities, David C. Cook, Colorado Springs 2009
  - Ur-Praxis: Gründung und Aufbau organischer Gemeinden, GloryWorld-Medien, Bruchsal 2011. ISBN 978-3-93632-259-0
- Revise Us Again: Living from a Renewed Christian Script, David C. Cook, Colorado Springs 2011
- With Leonard Sweet: Jesus Manifesto - Restoring the Supremacy and Sovereignty of Jesus Christ, Thomas Nelson 2010
  - Mit Leonard Sweet: Jesus Manifest. GloryWorld-Medien, Bruchsal 2012. ISBN 978-3936322620
- Mit Leonard Sweet: Jesus - A Theography, Thomas Nelson 2012, ISBN 978-0-84994-702-5
- Jesus-Epos: Den unvergleichlichen Christus vor Augen haben, GloryWorld-Medien, Bruchsal 2013. ISBN 978-3-93632-208-8
- God's Favorite Place on Earth, David C. Cook, Colorado Springs 2013. ISBN 978-1-434705587
- Jesus Now - Unveiling the Present-Day Ministry of Christ, David C. Cook, Colorado Springs 2014. ISBN 978-0-781405911